# Джхуджа
Дхаджджа (в.-пандж. ਝੱਜਾ), джхуджджа (хинди झुज्जा), джхэ (шахмукхи جھ‍), ਝ — четырнадцатая буквы алфавита гурмукхи, обозначает придыхательную звонкую постальвеолярную аффрикату /ʤh/.
- «Джха» рукописный